# Courbure moyenne

Illustration de la courbure moyenne avec les plans des courbures principales.

En mathématiques, on appelle courbure moyenne d'une surface la moyenne des courbures minimale et maximale. Elle est notée {\displaystyle \gamma } (ou encore Km, ou parfois H). C'est un nombre réel, dont le signe dépend du choix fait pour orienter la surface.
S'il est relativement simple de définir le rayon de courbure d'une courbe plane, pour une surface les choses se compliquent. On définit alors un analogue comme suit : en un point, on définit un axe, le vecteur normal à la surface. On imagine ensuite un plan tournant sur cet axe. Ce plan intersecte la surface considérée en une courbe. Il permet donc de définir une infinité de rayons de courbure.
Ces rayons définissent des courbures (inverse du rayon) maximale et minimale (en tenant compte du signe, c’est-à-dire de l’orientation par rapport au vecteur normal). On les appelle les courbures principales, et les plans contenant ces courbures sont représentés ci-contre. Les courbures principales sont donc les courbures, au point considéré, des deux courbes rouges intersections de ces plans et de la surface. À partir de ces deux courbures, plusieurs notions de courbure totale peuvent être définies ; les plus importantes sont la courbure de Gauss et la courbure moyenne.
La courbure moyenne est définie comme la moyenne des deux courbures principales, soit
{\displaystyle \gamma ={\frac {\gamma _{max}+\gamma _{min}}{2}}}.
La notion de courbure moyenne a été définie par Sophie Germain lors de son étude des vibrations d'une membrane.

## Calcul de la courbure moyenne

### Utilisation d'un paramétrage
Supposons que la surface soit donnée par une équation {\displaystyle z=f(x,y)}, où f est une fonction de classe {\displaystyle {\mathcal {C}}^{2}}. Notons en indice les variables par rapport auxquelles les dérivées sont calculées. Alors, la courbure moyenne au point de paramètre {\displaystyle (x,y)} vaut :
{\displaystyle \gamma ={\frac {(1+f_{y}'^{2})f_{xx}''+(1+f_{x}'^{2})f_{yy}''-2f_{x}'f_{y}'f_{xy}''}{2(1+f_{x}'^{2}+f_{y}'^{2})^{3/2}}}}
On reconnaît au numérateur l'expression utilisée dans l'équation aux dérivées partielles caractérisant les surfaces minimales, ces dernières étant de courbure moyenne nulle.

### Utilisation des formes fondamentales
Soit une surface paramétrée au moyen de deux paramètres u et v, et soit {\displaystyle \mathrm {I} =E\mathrm {d} u^{2}+2F\mathrm {d} u\mathrm {d} v+G\mathrm {d} v^{2}} la première forme fondamentale, {\displaystyle \mathrm {II} =L\mathrm {d} u^{2}+2M\mathrm {d} u\mathrm {d} v+N\mathrm {d} v^{2}} la seconde forme fondamentale. Alors la courbure moyenne vaut :
{\displaystyle \gamma ={\frac {LG+EN-2FM}{2(EG-F^{2})}}}